# Austrodecus macrum
Austrodecus macrum är en havsspindelart som beskrevs av Child, C.A. 1994. Austrodecus macrum ingår i släktet Austrodecus och familjen Austrodecidae. Inga underarter finns listade.